# Eremopterix hova
La alondra malgache (Eremopterix hova) es una especie de ave paseriforme de la familia Alaudidae endémica de Madagascar. No se han descrito subespecies.